# 死屋手记
《死屋手记》（羅馬化：Zapiski iz Myortvovo doma）是俄国作家费奥多尔·米哈伊洛维奇·陀思妥耶夫斯基的一部半自传体小说，第一部分于1860年出版，第二部分于1862年出版。1862年出版全书。 该书描写西伯利亚监狱囚犯的生活。这本书本质上是伪装的回忆录，各章节包括许多独立的主题，并无连贯的故事。陀思妥耶夫斯基本人因参加彼得拉舍夫斯基小组的革命活动，而被判流放到西伯利亚鄂木斯克军事监狱，度过四年的苦役生涯。这一经历使他得以真实地描写出监狱生活的状况和罪犯的性格。